# Torben Ulrich

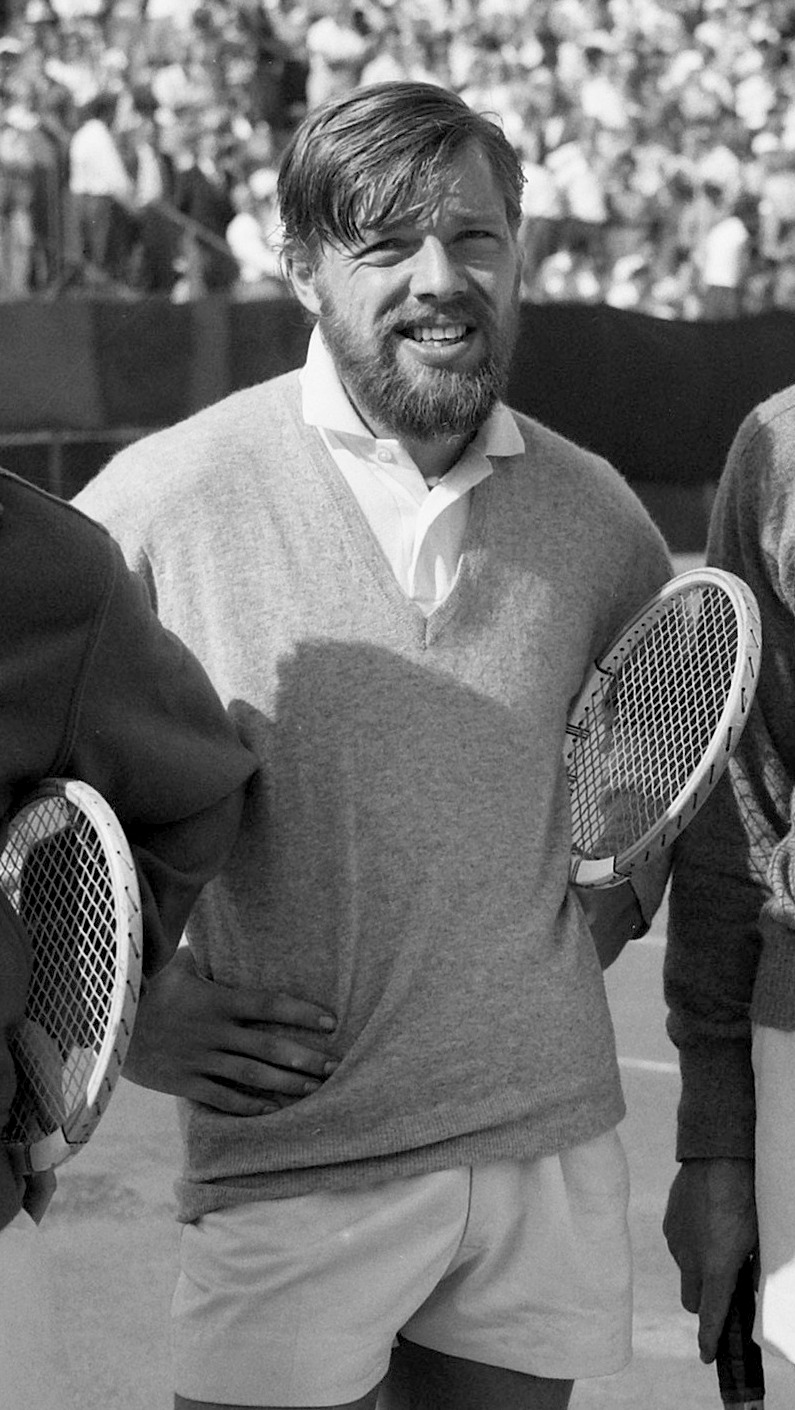
Torben Ulrich (1957)

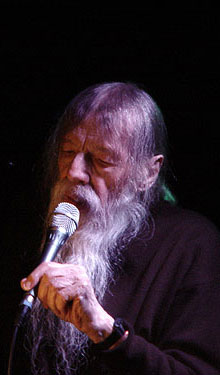
Torben Ulrich bei einem Konzert (2009)

Torben Ulrich (* 4. Oktober 1928 in Frederiksberg; † 20. Dezember 2023) war ein dänischer Schriftsteller, Musiker, Filmemacher und professioneller Tennisspieler.

## Leben
Torben Ulrich war der Sohn von Ulla und Einer Ulrich, einem bekannten Tennisspieler. Er spielte auf der Tennis-Tour von den späten 1940er Jahren bis in die 1970er Jahre und auf der Tennis-Grand-Masters-Tour in den 1970er und 1980er Jahren. 1976 war er der top-rangige Senior-Spieler der Welt. Zwischen 1948 und 1977 spielte er für Dänemark im Davis Cup in 102 Einsätzen. Seine besten Platzierungen bei Grand-Slam-Turnieren waren im Doppel das Erreichen des Viertelfinales bei den French Open 1968 sowie im Einzel das jeweilige Erreichen des Achtelfinales bei den US Open 1953, 1956, 1964 und 1968 und bei den French Open 1959. Seinen letzten Auftritt im Profitennis hatte er am 25. August 1975 bei den US Open im Doppel mit Jeff Borowiak.
Torben Ulrich führte Regie in zwei Dokumentarfilmen und veröffentlichte mehrere Bücher zum Thema Musik.
Er lebte zuletzt in Seattle im US-Bundesstaat Washington. Er war der Vater des Metallica-Schlagzeugers Lars Ulrich; selbst spielte er bei der Gruppe Instead of unter anderem mit der Cellistin Lori Goldston.

## Filmografie
- Vi som går stjernevejen. Dänemark 1956 (als Darsteller)
- Motion Picture. Dänemark 1970 (als Darsteller)
- La balle au mur. Frankreich 1988 (als Regisseur)
- Before the Wall. Body & Beeing. USA 2002 (als Regisseur und Drehbuchautor)

## Bibliografie
- Torben Ulrich: Jazz, bold & buddhisme. Redigeret af Lars Movin. Informations forlag, Kopenhagen 2004,  ISBN 978-87-7514-078-7 (Biografie)
- Lars Movin / Torben Ulrich: Udspil. Samtaler med Torben Ulrich. Lindhardt og Ringhof, Kopenhagen 2004, ISBN 978-87-5952-188-5 (Biografie)
- Torben Ulrich: Terninger, tonefald. Bebop, Kopenhagen 2005, ISBN 978-8790989-38-5 (Gedichte)
- Torben Ulrich: Stilhedens cymbaler. Cymbals of Silence, Notes of Unknowing. Bebop, Kopenhagen 2007, ISBN 978-87-9098-944-6 (Gedichte)

## Belege
1. ↑  Torben Ulrich er død - TV 2. 21. Dezember 2023, abgerufen am 22. Dezember 2023 (dänisch).
2. ↑  Torben Ulrichs Ergebnisse im Davis Cup, abgerufen am 27. Dezember 2009
3. ↑  ITF-Profil, abgerufen am 27. Dezember 2009
4. ↑  Steckbrief auf atptour.com, abgerufen am 12. November 2022

| Personendaten    | Personendaten                                                    |
| ---------------- | ---------------------------------------------------------------- |
| NAME             | Ulrich, Torben                                                   |
| KURZBESCHREIBUNG | dänischer Schriftsteller, Musiker, Filmemacher und Tennisspieler |
| GEBURTSDATUM     | 4. Oktober 1928                                                  |
| GEBURTSORT       | Frederiksberg Kommune                                            |
| STERBEDATUM      | 20. Dezember 2023                                                |